# Pierre Augustin Cuocq
Pour les articles homonymes, voir Cuoq.
Pierre Augustin Cuocq est un homme politique français né le 28 avril 1778 à Tence (Haute-Loire) et mort le 25 novembre 1851 à Paris.

## Biographie
Engagé volontaire au 7ème Hussards bis, il participe au siège de Mayence et à la prise de la tête de pont de Manheim sur le Rhin. Il fait les campagnes d’Italie de l’an III à l’an V et se retire le 5 thermidor an V, après la paix de Campo-Formio. En l’an VIII et l’an IX, il est premier clerc à Lyon et essaie de devenir notaire. Deux ans après, il fonde la maison Cuoq, Couturier et Cie, dans cette affaire, Couturier était « fabricant de galons seulement ». En 1808, il devient le fournisseur des troupes espagnoles : la maison Auguste Cuoq, Couturier et Cie a livré pour 100.000 francs de marchandises au roi Joseph  "au moment où l’on apprenait la perte de la bataille de Bailen". 
« En Espagne, impossible de rien recevoir tant le trésor était obéré » Après avoir tiré toutes les sonnettes, il réussit à se faire remettre, en échange de ses fournitures, des "lurons" de cochenille et d’indigo et de la poudre de platine, qui dormait dans les caves de l’Escorial. Son convoi fut arrêté par l’Empecinado ; il se déguisa alors en muletier espagnol et alla les dégager pour la somme de 5.000 francs. 
L’association Cuoq et Couturier fut dissoute en 1811. 
En 1814, Auguste Cuoq est membre de la garde nationale à Paris et en devient officier en 1827.
Comme il avait introduit en France du platine, que l’on ne connaissait que sous la forme de poudre, il engage un chimiste, Franz Carl ACHARD, un Allemand descendant d’émigrés protestants français,  « pour le rendre malléable et ductile comme l’or ». Il fait frapper les premières médailles de ce métal en 1818, et les donne pour être placées dans les flancs du cheval d’Henri IV, puisqu’on installe une nouvelle statue équestre de ce souverain au Pont-Neuf. De son propre aveu « le bénéfice fait sur le platine qui a été à près d’un million 
(Notice imprimée à l’occasion de son élection comme député de la Haute-Loire, en 1834)
Il est l'un des actionnaires des forges d'Alais. Il est conservateur des hypothèques à Yssingeaux et conseiller général en 1830. Il est député de la Haute-Loire de 1834 à 1837, siégeant dans l'opposition modérée à la Monarchie de Juillet.

## Sources
- « Pierre Augustin Cuocq », dans Adolphe Robert et Gaston Cougny, Dictionnaire des parlementaires français, Edgar Bourloton, 1889-1891 [détail de l’édition]